# Weidenbach (Bavière)
Pour les articles homonymes, voir Weidenbach.
Weidenbach est une commune (Markt) allemande, située en Bavière, dans l'arrondissement d'Ansbach et le district de Moyenne-Franconie.

## Géographie

Situation de Weidenbach dans l'arrondissement d'Ansbach

Weidenbach est située à 15 km au sud-est d'Ansbach, le chef-lieu de l'arrondissement. Elle est le siège de la communauté administrative de Triesdorf qu'elle a constitué avec la ville d'Ornbau et qui regroupe 3 892 habitants (2005) pour une superficie de 45,42 km2.
Communes environnantes (en commençant par le nord et dans le sens des aiguilles d'une montre) : Ansbach, Lichtenau, Merkendorf, Ornbau, Bechhofen et Burgoberbach.

## Histoire
La première mention écrite de Weidenbach date de 1229 et fait état d'une communauté de paysans libres.
Au XVIIIe siècle, les margraves d'Ansbach y construisent leur résidence d'été dans le village de Triesdorf. Sous le règne de Charles-Frédéric d'Anspach-Bayreuth, le margrave, passionné de chasse, y installe sa cour de façon quasi permanente.
Comme le reste de la principauté d'Ansbach, Weidenbach devient prussienne en 1791 et est ensuite intégrée au royaume de Bavière en 1806. La ville rejoint alors l'arrondissement de Feuchtwangen (de) jusqu'à la disparition de celui-ci en 1972 et sa fusion dans celui d'Ansbach.
En 1971, la commune de Leidendorf fusionne avec Weidenbach.

## Démographie
Marché de Weidenbach seul :
| 1910 | 1933 | 1939 |
| ---- | ---- | ---- |
| 829  | 862  | 944  |

Marché de Weidenbach dans ses limites actuelles :
| 1910  | 1933  | 1939  | 1950  | 1961  | 1979  | 2003  | 2009  |
| ----- | ----- | ----- | ----- | ----- | ----- | ----- | ----- |
| 1 406 | 1 407 | 1 481 | 2 180 | 1 982 | 2 132 | 2 223 | 2 182 |

## Monuments

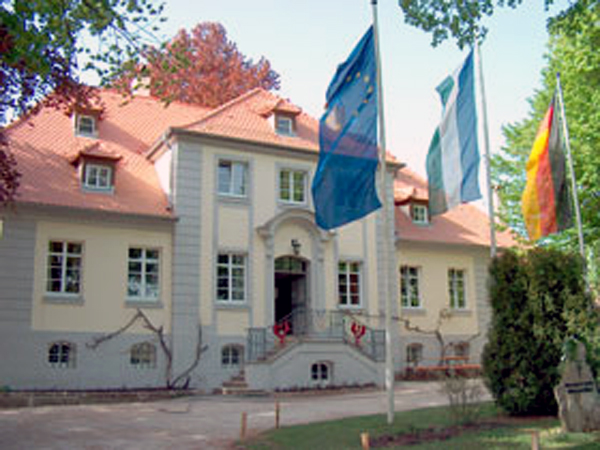
Le château de Triesdorf

Le château de Triesdorf, de style baroque, est l'ancienne résidence d'été des margraves de Brandebourg-Ansbach. Il est depuis 1806 un conservatoire et un centre de formation agricole.

## Personnalités liées à la ville
- Guillaume de Solms-Braunfels (1801-1868), général né à Triesdorf.

## Jumelage
- Besenyszög (Hongrie) dans le comitat de Jász-Nagykun-Szolnok.